# Świat Brudasi
Świat Brudasi (ang. Dirtgirlworld) – kanadyjsko-australijski serial animowany, który swoją premierę w Polsce miał 18 kwietnia 2011 roku na kanale CBeebies.

## Opis fabuły
Serial opisuje przygody Brudasi i jej przyjaciół, którzy żyją w świecie robali, podziemnych tuneli i chrząszczy kaskaderów.